# Oregon (miasto w stanie Wisconsin)
Oregon – miasto w Stanach Zjednoczonych, w stanie Wisconsin, w hrabstwie Dane.